# Faurilles
Faurilles ist eine französische Gemeinde mit 36 Einwohnern (Stand 1. Januar 2022) im Département Dordogne in der Region Nouvelle-Aquitaine (vor 2016: Aquitanien). Sie gehört zum Arrondissement Bergerac und zum Kanton Sud-Bergeracois.
Der Name in der okzitanischen Sprache lautet Faurilhas (deutsch Kleine Schmieden) und geht auf das lateinische „fabrilia“ (deutsch Schmiede, Ort wo das Eisen bearbeitet wird) zurück.

## Geographie
Faurilles liegt ca. 25 km südöstlich von Bergerac in der Region Bergeracois der historischen Provinz Périgord am südlichen Rand des Départements.
Umgeben wird Faurilles von den Nachbargemeinden:
|        | Saint-Léon-d’Issigeac                       |                         |
| Boisse | Kompassrose, die auf Nachbargemeinden zeigt | Beaumontois en Périgord |
|        | Sainte-Radegonde                            |                         |

Faurilles liegt im Einzugsgebiet des Flusses Garonne.
Die Bournègue, ein rechter Nebenfluss des Dropt, durchquert das Gebiet der Gemeinde zusammen mit ihren Nebenflüssen,
- dem Pontet,
- dem Noël,
- dem Rieutord und
- dem Pissarot.[3]

## Geschichte
Im Mittelalter hat sich die Pfarrgemeinde nach und nach entwickelt. Die Kirche wurde im 13. Jahrhundert errichtet, das Dorf wurde im 14. Jahrhundert erstmals in den Schriften erwähnt.

### Toponymie
Toponyme und Erwähnungen von Faurilles waren:
- Faurilhas (1365, Kastellanei von Roquepine, heute ein Weiler von Sainte-Radegonde, laut Collection de l’abbé de Lespine),
- Faurilles (1750, 1793 und 1801, Karte von Cassini), Notice Communale bzw. Bulletin des Lois.[4][5][6]

### Einwohnerentwicklung
Nach Beginn der Aufzeichnungen stieg die Einwohnerzahl in der ersten Hälfte des 19. Jahrhunderts und auf einen Höchststand von 225. In der Folgezeit setzte eine Phase der Stagnation ein, die noch heute anhält.
| Jahr      | 1962 | 1968 | 1975 | 1982 | 1990 | 1999 | 2006 | 2010 | 2022 |
| --------- | ---- | ---- | ---- | ---- | ---- | ---- | ---- | ---- | ---- |
| Einwohner | 78   | 77   | 65   | 60   | 62   | 63   | 52   | 46   | 36   |

## Sehenswürdigkeiten

### Pfarrkirche Saint-Martin
Die dem heiligen Martin von Tours geweihte Kirche ist im 13. Jahrhundert errichtet und im 17. Jahrhundert umgebaut worden. Ihr einschiffiges Langhaus geht in eine halbrunde Apsis über. Das spitzbogenförmige Eingangsportal befindet sich am Fuß des Glockengiebels, der geschwungene Seiten und zwei rundbogenförmige Fensteröffnungen für die Glocken besitzt.

## Wirtschaft und Infrastruktur
Der Weinbau ist der wichtigste Wirtschaftsfaktor der Gemeinde.
Faurilles liegt in den Zonen AOC des Bergerac mit den Appellationen Bergerac und Côtes de Bergerac.

### Sport und Freizeit
Der Rundweg Boucle de Roquepine – Saint Radegonde besitzt eine Länge von 11 km bei einem Höhenunterschied von 71 m. Er führt durch die Gemeinden Sainte-Radegonde, Faurilles und Saint-Léon-d’Issigeac.

### Verkehr
Die Route départementale 19 durchquert das Gebiet der Gemeinde von Nord nach Süd und verbindet Faurilles mit Saint-Léon-d’Issigeac und Sainte-Radegonde. Die Route départementale 19E zweigt von ihr im Zentrum von Faurilles ab und verbindet die Gemeinde im Osten mit der Nachbargemeinde Beaumontois en Périgord.